# Heliscus tropicus
Heliscus tropicus là một loài bọ cánh cứng trong họ Passalidae.

## Hình ảnh

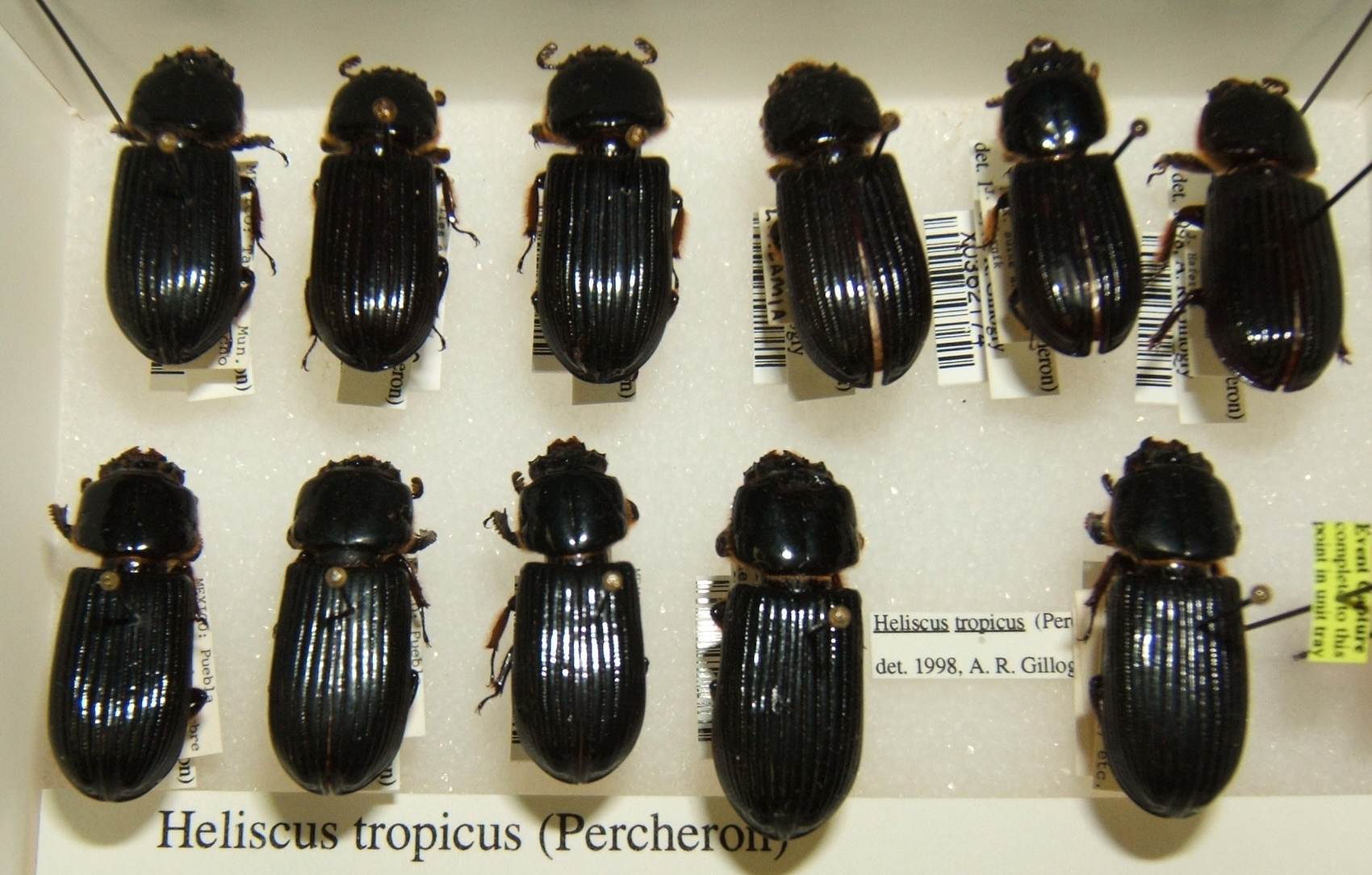
Heliscus tropicus variation